# 3513 Quqinyue
A 3513 Quqinyue (ideiglenes jelöléssel 1965 UZ) a Naprendszer kisbolygóövében található aszteroida. A Bíbor-hegyi Obszervatórium fedezte fel 1965. október 16-án.